# معركة بورت كروس

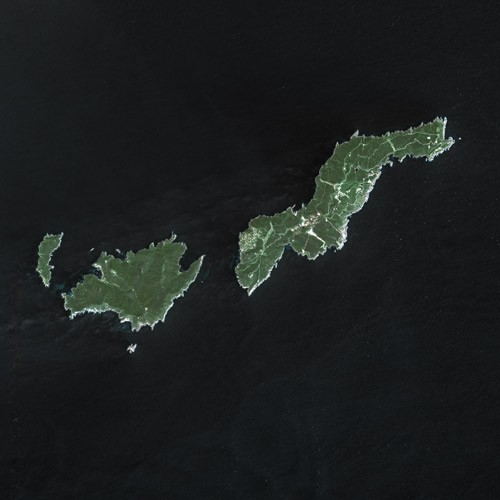
موقع جزيرة بورت كروس (الجزيرة الثانية من اليسار)

معركة بورت كروس (بالإنجليزية: Battle of Port Cros)‏ هي معركة جرت أحداثها أثناء الحرب العالمية الثانية قبالة سواحل الريفييرا الفرنسية على جزيرة بورت كروس بالبحر المتوسط. بدأت المعركة عندما قابلت سفينة حربية أمريكية سفينتين حربيتين ألمانيتين في 15 أغسطس 1944، أثناء دعم السفينة الأمريكية لقوات التحالف المشاركة في عملية دراغون، وهي من المعارك البحرية القليلة التي جرت فوق سطح البحر بين البحرية الأمريكية وبحرية ألمانيا النازية، وقد جرى في وقت متأخر من ذلك اليوم إنزال لواء الشيطان (بالإنجليزية: Devil's Brigade)‏ الأمريكي الكندي المشترك على الجزيرة الرئيسية، واحتلال المواقع التي كان يسيطر عليها الألمان.